# Olympische Sommerspiele 1968/Kanu – Zweier-Kajak 500 m (Frauen)
Die Wettkämpfe im Zweier-Kajak über 500 Meter bei den Olympischen Sommerspielen 1968 wurde vom 22. bis 25. Oktober auf der Pista Olímpica Virgilio Uribe ausgetragen.
Aus zwei Vorläufen erreichten sechs Boote das Finale. Über den Hoffnungslauf wurde das Finale um drei weitere Boote ergänzt. Dort gewann das Boot aus der Bundesrepublik Deutschland mit Roswitha Esser und Annemarie Zimmermann.

## Ergebnisse

### Vorläufe
Die jeweils ersten drei Boote qualifizierten sich für das Finale, die restlichen Boote für den Hoffnungsläufe.

#### Lauf 1
| Rang | Athletinnen                               | Nation             | Zeit       |
| ---- | ----------------------------------------- | ------------------ | ---------- |
| 1    | Roswitha Esser Annemarie Zimmermann       | BR Deutschland     | 1:59,5 min |
| 2    | Valentina Serghei Viorica Dumitru         | Rumänien           | 1:59,6 min |
| 3    | Ljudmila Pinajewa Antonina Seredina       | Sowjetunion        | 1:59,9 min |
| 4    | Sperry Rademaker Marcia Jones Smoke       | Vereinigte Staaten | 2:08,9 min |
| 5    | Claudia Hunt Betty Gowans                 | Kanada             | 2:12,1 min |
| 6    | Ann Margarit Henningsen Angelica Zawadzki | Mexiko             | 2:15,3 min |

#### Lauf 2
| Rang | Athletinnen                         | Nation         | Zeit       |
| ---- | ----------------------------------- | -------------- | ---------- |
| 1    | Anna Pfeffer Katalin Rozsnyói       | Ungarn         | 2:01,0 min |
| 2    | Anita Kobuß Karin Haftenberger      | DDR            | 2:02,8 min |
| 3    | Mieke Jaapies Tjeertje Bergers-Duif | Niederlande    | 2:03,4 min |
| 4    | Lesley Oliver Barbara Mean          | Großbritannien | 2:06,5 min |
| 5    | Izabella Antonowicz Jadwiga Doering | Polen          | 2:06,8 min |

### Hoffnungslauf
Die ersten drei Boote des Hoffnungslaufs erreichten das Finale, einzig das Boot der japanischen Gastgeber schied aus.
| Rang | Athletinnen                               | Nation             | Zeit        |
| ---- | ----------------------------------------- | ------------------ | ----------- |
| 1    | Izabella Antonowicz Jadwiga Doering       | Polen              | 2:03,48 min |
| 2    | Sperry Rademaker Marcia Jones Smoke       | Vereinigte Staaten | 2:04,54 min |
| 3    | Lesley Oliver Barbara Mean                | Großbritannien     | 2:06,31 min |
| 4    | Claudia Hunt Betty Gowans                 | Kanada             | 2:07,88 min |
| 5    | Ann Margarit Henningsen Angelica Zawadzki | Mexiko             | 2:10,11 min |

### Finale
| Rang | Athletinnen                         | Nation             | Zeit        |
| ---- | ----------------------------------- | ------------------ | ----------- |
| 1    | Roswitha Esser Annemarie Zimmermann | BR Deutschland     | 1:56,44 min |
| 2    | Anna Pfeffer Katalin Rozsnyói       | Ungarn             | 1:58,60 min |
| 3    | Ljudmila Pinajewa Antonina Seredina | Sowjetunion        | 1:58,61 min |
| 4    | Valentina Serghei Viorica Dumitru   | Rumänien           | 1:59,17 min |
| 5    | Anita Kobuß Karin Haftenberger      | DDR                | 2:00,18 min |
| 6    | Mieke Jaapies Tjeertje Bergers-Duif | Niederlande        | 2:02,02 min |
| 7    | Sperry Rademaker Marcia Jones Smoke | Vereinigte Staaten | 2:02,97 min |
| 8    | Lesley Oliver Barbara Mean          | Großbritannien     | 2:03,70 min |
| 9    | Izabella Antonowicz Jadwiga Doering | Polen              | 2:04,20 min |

## Weblink
- Ergebnisse